# 王蕣華
王蕣华，琅邪郡临沂县（今山东省临沂市）人，太尉王俭孙女，齐和帝萧宝融皇后，初为随郡王妃、南康王妃。中兴元年（501年）萧宝融即位，立王蕣华为皇后。中兴二年（502年），齐和帝禅位梁武帝萧衍，齐和帝降为巴陵王，王蕣华随之被降为巴陵王妃，一同迁居姑孰（今安徽当涂）。次日，齐和帝被害。王蕣华后事无载。

## 延伸阅读
[在维基数据编辑]
 《南齊書·卷20》，出自萧子显《南齊書》
 《南史·卷11》，出自李延壽《南史》

| 前任者： 褚令璩 | 南朝齐皇后 501年—502年 | 繼任者： 南朝梁张皇后 |
| 前任者： 褚令璩 | 南朝齐皇后 501年—502年 | 繼任者： 元皇后       |